# Plaça Naqsh-e Jahan
La plaça Naqsh-e Jahan (persa: میدان نقش جهان, 'plaça de la Imatge del Món'), també coneguda com la plaça de l'Imam (persa: میدان امام) i anteriorment coneguda com la plaça del Xa (persa: میدان شاه), és una plaça al centre de la ciutat d'Esfahan, a l'Iran. Construïda entre 1598 i 1629, està inscrita a la llista del Patrimoni de la Humanitat de la UNESCO des del 1979. Fa 160 m d'ample per 560 m de llarg i ocupa una àrea de 89.600 m².
La plaça està voltada per edificis de l'era safàvida. A la banda meridional hi ha la mesquita de l'Imam, coneguda tradicionalment com la mesquita del Xa; a l'occidental, el palau Ali Qapu; a l'oriental, la mesquita del xeic Lotf Allah, i a la septentrional hi ha la porta de Qeysarie, que s'obre al Gran Basar d'Esfahan. A la mesquita de l'Imam és on se celebra la Namaaz-e Jom'eh, la pregària del divendres dels musulmans.
La plaça està representada al revers del bitllet de 20.000 rials iranians. Les botigues són propietat del fideïcomís d’Ostandari Isfahan.

## Història

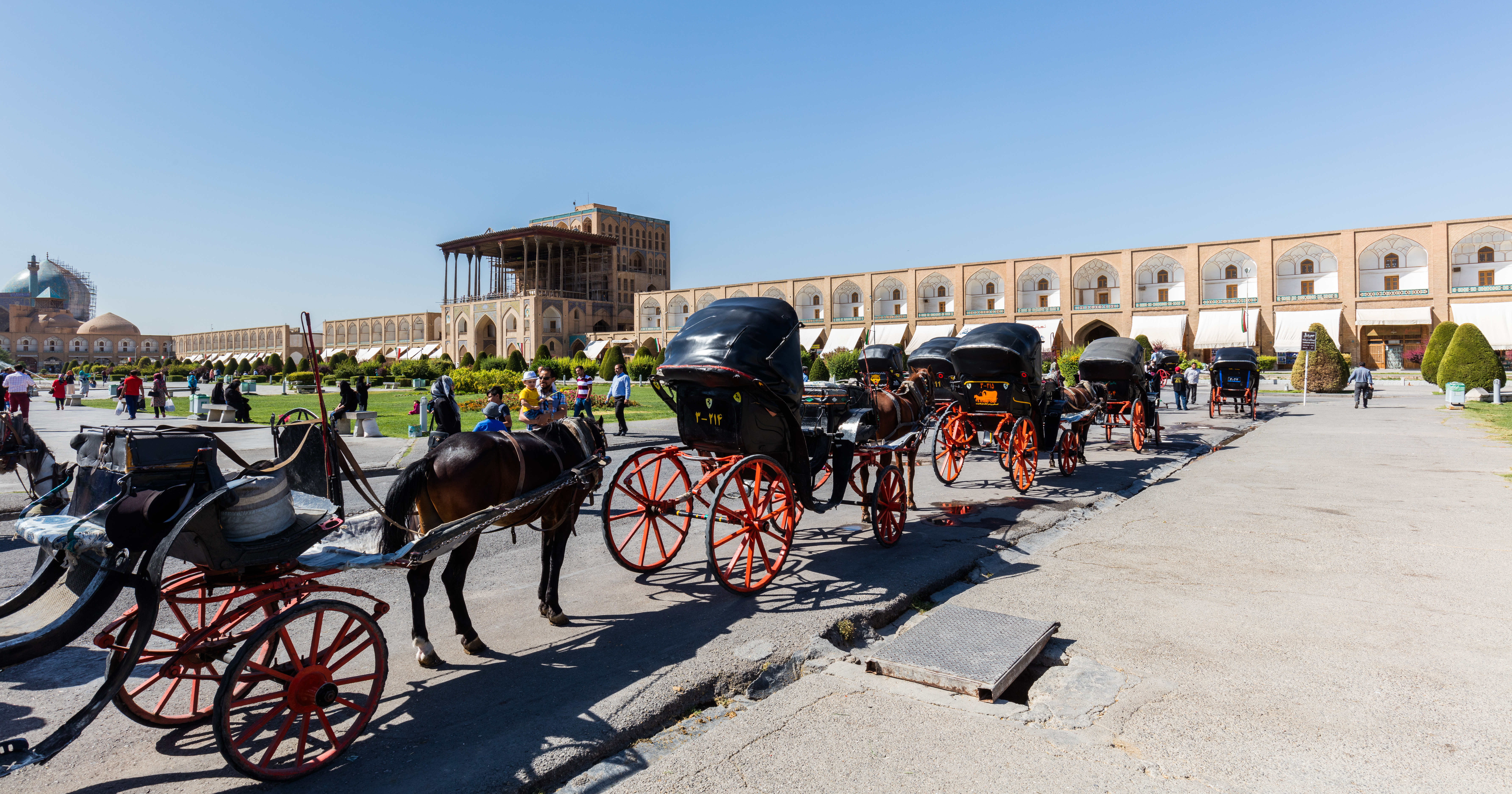
Carruatges a la plaça, 2016

Gerard Hofsted van Essen: Meijdoen o mercat. Basar d'Isfahan, dibuix a vista d'ocell. Biblioteca de la Universitat de Leiden, 1703.

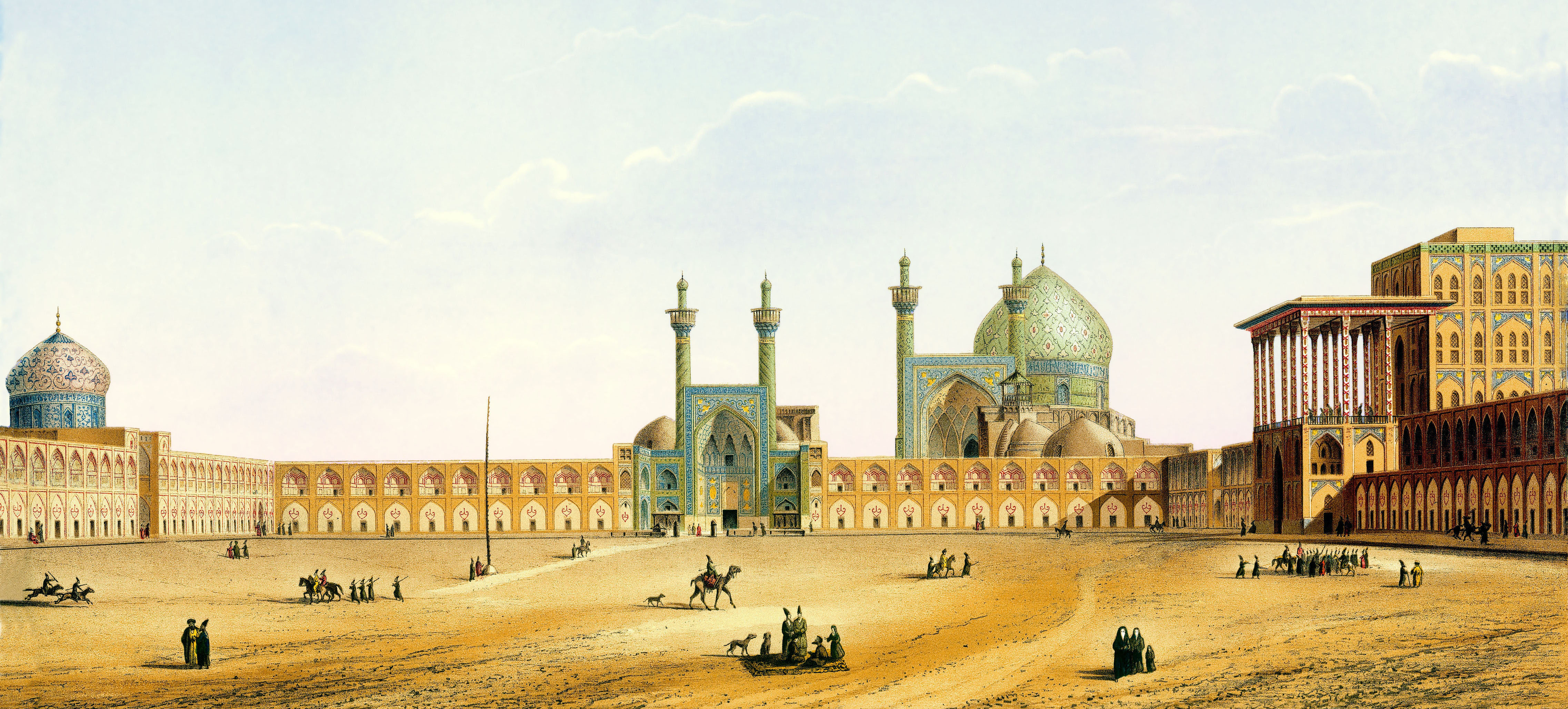
Dibuix del de la plaça de Naqsh-e Jahan per l'arquitecte francès Xavier Pascal Coste, que va viatjar a l'Iran el 1839, 1867

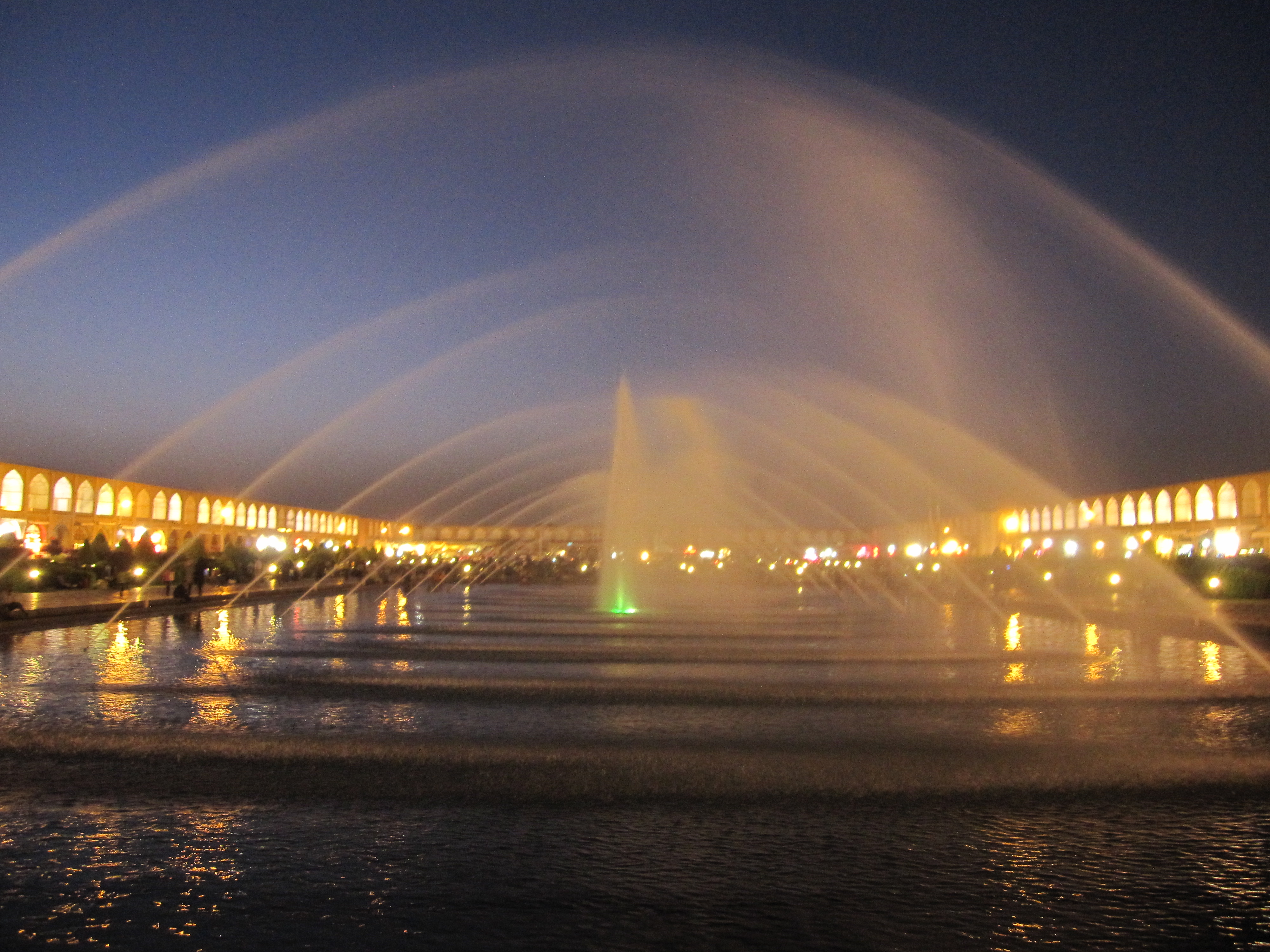
Naqsh-e Jahan a la nit, 2010

El 1598, quan Abbas el Gran va decidir traslladar la capital del seu Imperi de la ciutat nord-occidental de Qazvín a la ciutat central d’Esfahan, va iniciar el que es convertiria en un dels programes més importants de la història iraniana: la reconstrucció completa de la ciutat. En triar la ciutat central d'Esfahan, amb el Zayanda-Rud ('El riu que dóna vida'), situat com un oasi de cultiu intens enmig d'una vasta zona de paisatge àrid, va distanciar la seva capital de qualsevol futur assalt dels otomans, l'arxirival dels safàvides, i dels uzbeks, i alhora va obtenir més control sobre el Golf Pèrsic, que recentment s'havia convertit en una important ruta comercial per a les Companyies Holandesa i Britànica de les Índies Orientals.
L'arquitecte principal d'aquesta tasca colossal de planificació urbana va ser Baha al-Din al-Amili, que va centrar el programa en dos elements clau del pla director de Shah Abbas: l’avinguda Chaharbagh, flanquejada a banda i banda per totes les institucions destacades de la ciutat, com ara les residències de tots els dignataris estrangers, i la plaça Naqsh-e Jahan ('exemple del món'). Abans de l'ascens del xa al poder, l'Iran tenia una estructura de poder descentralitzada, en la qual diferents institucions lluitaven pel poder, incloent-hi tant l'exèrcit (els Kizilbaix) com els governadors de les diferents províncies que formaven l'Imperi. Abbas volia soscavar aquesta estructura política, i la recreació d'Isfahan, com a Gran Capital de l'Iran, va ser un pas important per centralitzar el poder.

## Maidan – La Plaça Reial

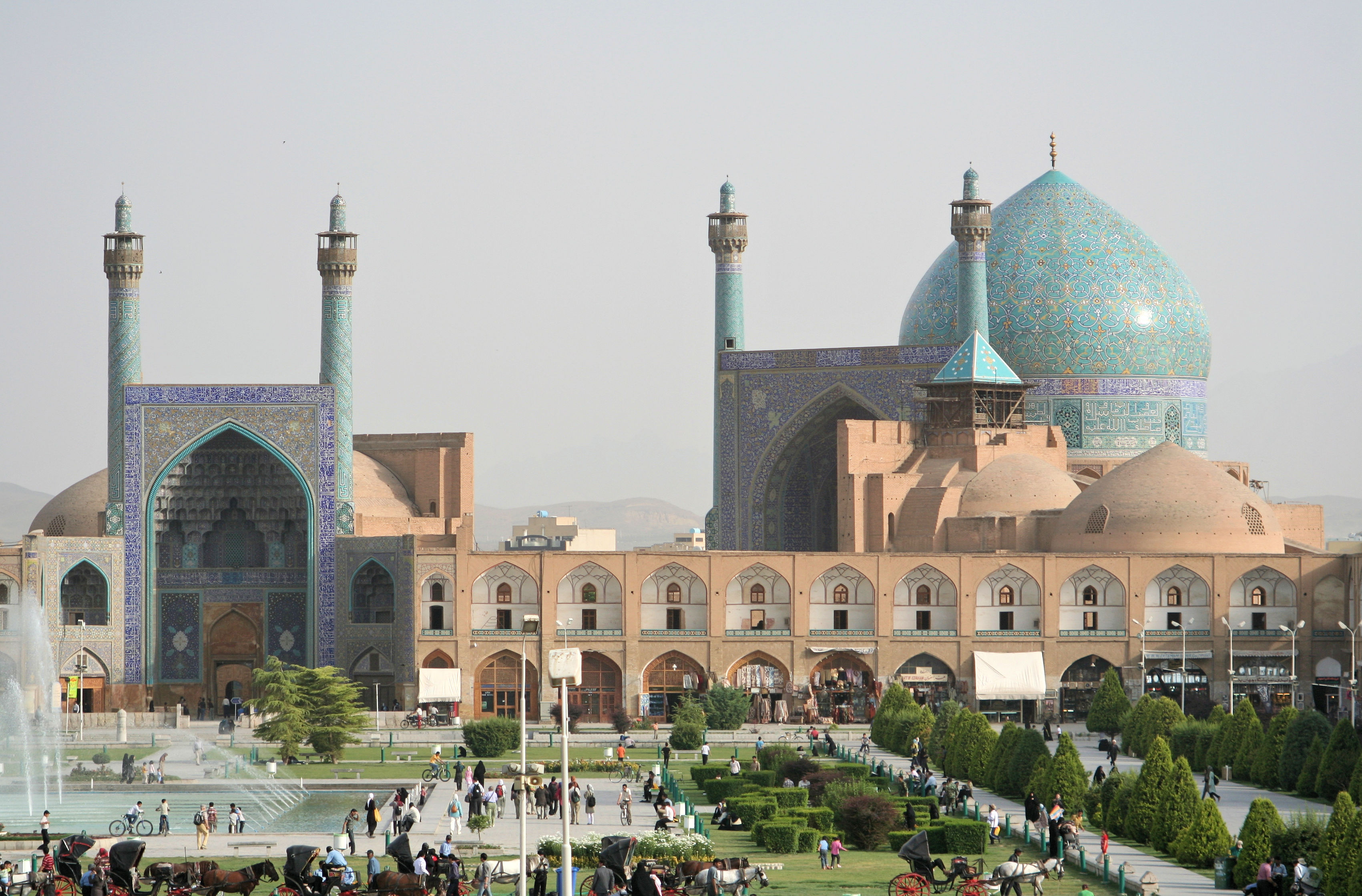
La mesquita del Xa, 2009

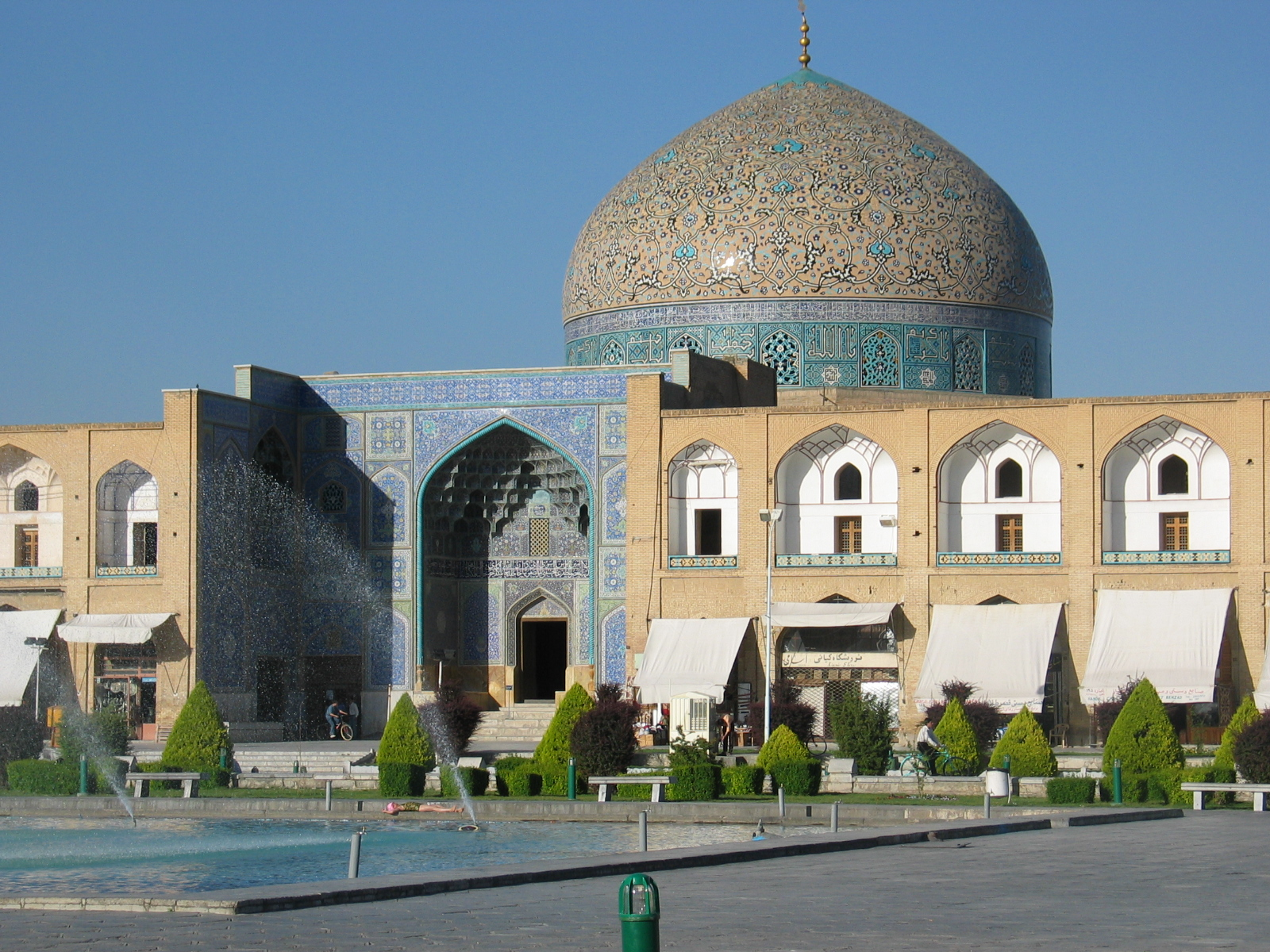
La mesquita de Lotfollah tenia una entrada secreta que s'estenia per sota del Maidan, des del Palau a l'altre costat de la plaça, 2003

El Maidan era el lloc on es reunien el xa i el poble. Durant el dia, gran part de la plaça estava ocupada per les tendes i parades dels comerciants, que pagaven un lloguer setmanal al govern. També hi havia artistes i actors. Per als famolencs, hi havia menjar cuinat o rodanxes de meló fàcilment disponibles, mentre que els portadors d'aigua pagats pels botiguers repartien gots d'aigua gratuïtament. A l'entrada del Basar Imperial, hi havia cafeteries, on la gent podia relaxar-se amb una tassa de cafè acabat de fer i una pipa d'aigua. Aquestes botigues encara es poden trobar avui dia, tot i que la beguda de moda durant el segle passat ha estat el te, en lloc del cafè. Al capvespre, els botiguers feien les maletes, i el xivarri i el brunzit dels comerciants i compradors entusiastes que regatejaven els preus dels productes es dedicava a dervixos, mims, malabaristes, titellaires, acròbates i prostitutes.

Quan el viatger italià Pietro Della Valle (1586-1652) va visitar Isfahan el 1617, va descriure la plaça com a «sens dubte superior a tot el que hi ha a Constantinoble o a qualsevol lloc de la cristiandat» i al seu diari de viatge Viaggi di Pietro della Valle, il pellegrino la va descriure com era gairebé acabada.
| «                             | [El Meidan] és completament envoltat d'edificis simètrics finament dissenyats, sense interrupcions ni per carrers ni per res més, fets amb grans pòrtics i pisos a sota per a botigues amb mercaderies diverses disposades ordenadament de lloc a lloc; i a sobre, amb balcons i finestres, plens de mil bells ornaments. Aquesta harmonia d'arquitectura a tan gran escala és tan agradable a la vista que, tot i que les cases de la Piazza Navona són més altes i ricament decorades a la nostra manera… m'atreveixo a situar [el Meidan] davant de la Piazza Navona. Al voltant del Meidan, pels quatre costats, no gaire lluny dels pòrtics, flueix un gran canal d'aigua, bellament recte, vorejat de parapets, i acompanyat a l'interior per un passeig molt suau fet de pedra. I més enllà de l'aigua que flueix, cap als pòrtics, s'estén una filera molt densa i uniforme d'arbres verds, que, quan desenvolupin el seu fullatge d'aquí a pocs dies, crec que seran la vista més bella del món. | » |
| — Pietro Della Valle, Viatges | |   |

De tant en tant la plaça es buidava per a cerimònies públiques i festes. Una d'aquestes ocasions és l'esdeveniment anual del Nowruz, l'Any Nou persa. A més, l'esport nacional persa, el polo, es podia jugar al maidan, cosa que proporcionava entreteniment al xa, que residia al palau d'Ali Qapu, i als compradors ocupats.
Sota Abbas, Isfahan va esdevenir una ciutat molt cosmopolita, amb una població resident de turcs, georgians, armenis, indis, xinesos i un nombre creixent d'europeus. Abbas va portar uns tres-cents artesans xinesos per treballar als tallers reials i ensenyar l'art de la fabricació de porcellana. Els indis hi eren presents en gran nombre, allotjats en els nombrosos caravanserralls que els estaven dedicats, i treballaven principalment com a comerciants i canviadors de moneda. Els europeus hi eren com a comerciants, missioners catòlics romans, artistes i artesans. Fins i tot els soldats, generalment amb experiència en artilleria, feien el viatge d'Europa a l'Iran per guanyar-se la vida. L'ambaixador portuguès, De Gouvea, va declarar una vegada que
| «                          | La gent d'Isfahan és molt oberta en el seu tracte amb els estrangers, ja que ha de tractar cada dia amb gent de diverses altres nacions. | » |
| — García de Silva Figueroa | |   |

A més, molts historiadors s'han preguntat sobre la peculiar orientació del maidān. A diferència de la majoria d'edificis importants, aquesta plaça no estava alineada amb la Meca, de manera que en entrar al portal d'entrada de la mesquita del Xa, es fa, gairebé sense adonar-se'n, el mig gir a la dreta que permet que el pati principal de l'interior miri cap a la Meca. Donald Wilber dóna l'explicació més plausible a això; la visió de Shaykh Bahai era que la mesquita fos visible allà on una persona estigués situada al maidan. Si l'eix del maidan hagués coincidit amb l'eix de la Meca, la cúpula de la mesquita hauria estat oculta a la vista per l'imponent portal d'entrada que hi conduïa. Creant un angle entre altres, les dues parts de l'edifici, el portal d'entrada i la cúpula, queden perfectament visibles perquè tothom que es trobi a la plaça les pugui admirar.

### Masjed-e Shah: el cim de l'arquitectura safàvida
La joia de la corona a la plaça de Naqsh-e Jahan era la Masjed-e Shah, que substituiria la molt més antiga mesquita Jameh en la realització de les oracions del divendres. Per aconseguir-ho, la mesquita del Xah no només es va construir amb una visió de grandesa, tenint la cúpula més gran de la ciutat, sinó que Shaykh Bahai també va planejar la construcció d'una escola religiosa i una mesquita d'hivern fixada a banda i banda.

### La mesquita de Sheikh Lotfollah
Davant de la Porta Sublim i del complex del palau reial, a l'est de la plaça, es troba el portal d'entrada de color blau de la mesquita del xeic Lotf Allah. L'arquitecte va ser Muhammad Reza ibn Ustad Hosein Banna Isfahani.
Dels quatre monuments que dominaven el perímetre de la plaça Naqsh-e Jahan, la mesquita de Lotfollah, davant del palau, va ser la primera a construir-se. La finalitat d'aquesta mesquita era que fos una mesquita privada de la cort reial, a diferència de la Masjed-e Shah, que estava destinada al públic.
La mesquita, amb la seva cúpula monocroma de color clar i el seu revestiment turquesa, està decorada per dins i per fora amb rajoles precioses i va ser construïda entre el 1603 i el 1616. Depenent de la llum, les rajoles de la cúpula canvien de color del rosa al beix i al caramel. Fins a la construcció de la Mesquita Reial, va ser utilitzada pel Xa i la seva família. Està connectada a la Porta Sublim del davant per un passatge subterrani sota la plaça Naqsh-e-Jahan per protegir les dones de la família reial de les mirades indiscretes.
Abbas I li va posar el nom del seu sogre, el xeic Lotfollah, que va morir el 1622.
L'edifici i el seu propòsit romanen envoltats de misteri fins avui. La inscripció al portal l'identifica com una mesquita ("masjid"), però el complex no té ni minaret ni pati interior amb instal·lacions d'ablució (wudu), cosa que també és habitual a les mesquites. La sala principal, amb una superfície de 19 per 19 metres, conté un mihrab, és a dir, un nínxol d'oració, orientat cap a la qibla, de manera que el complex està desplaçat aproximadament 45 graus respecte a la plaça. Al costat de la sala principal hi ha una sala d'aproximadament la mateixa mida amb una volta profunda, sostinguda per quatre pilars octogonals.
En general, el disseny del complex s'assembla més al d'un mausoleu, però se suposa que ningú hi va ser enterrat. L'edifici sovint es descriu com una casa d'oració privada per a la família reial, però això és desconegut en l'arquitectura iraniana.

### Palau d'Ali Qapu

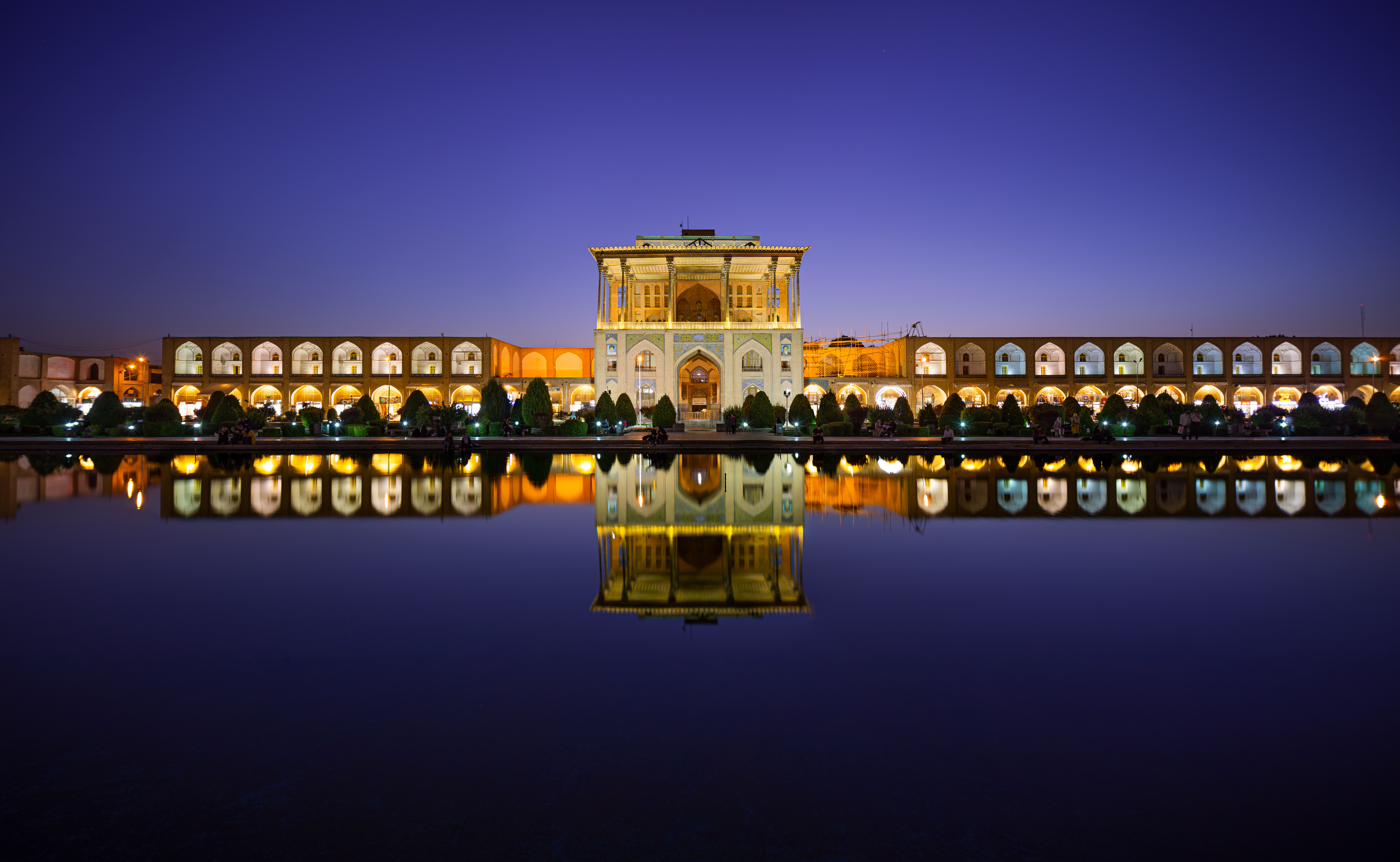
Ālī Qāpū a la nit, 2019

Ālī Qāpū (IPA: ɑliː qɑpuː) és un pavelló que marca l'entrada al vast barri residencial reial de la ciutat safàvida d'Isfahan, que s'estenia des del Maidan Naqsh-e Jahan fins al bulevard Chahar Bagh. El nom està format per dos elements: Ali, que en àrab significa exaltat, i Qapu, en turc que significa portal o llindar reial, la qual cosa dona com a resultat la traducció Porta Exaltada.
Al sisè pis, se celebrava la recepció i els banquets reials. Les habitacions més grans es troben en aquesta planta. La decoració d'estuc de la sala de banquets abunda en motius de diversos atuells i copes. La sisena planta s'anomenava popularment (la sala de música), ja que era aquí on diversos conjunts interpretaven música i cantaven cançons. Des de les galeries superiors, els xahs safàvides van veure partits de polo, maniobres i curses de cavalls a la plaça de Naqsh-e Jahan.

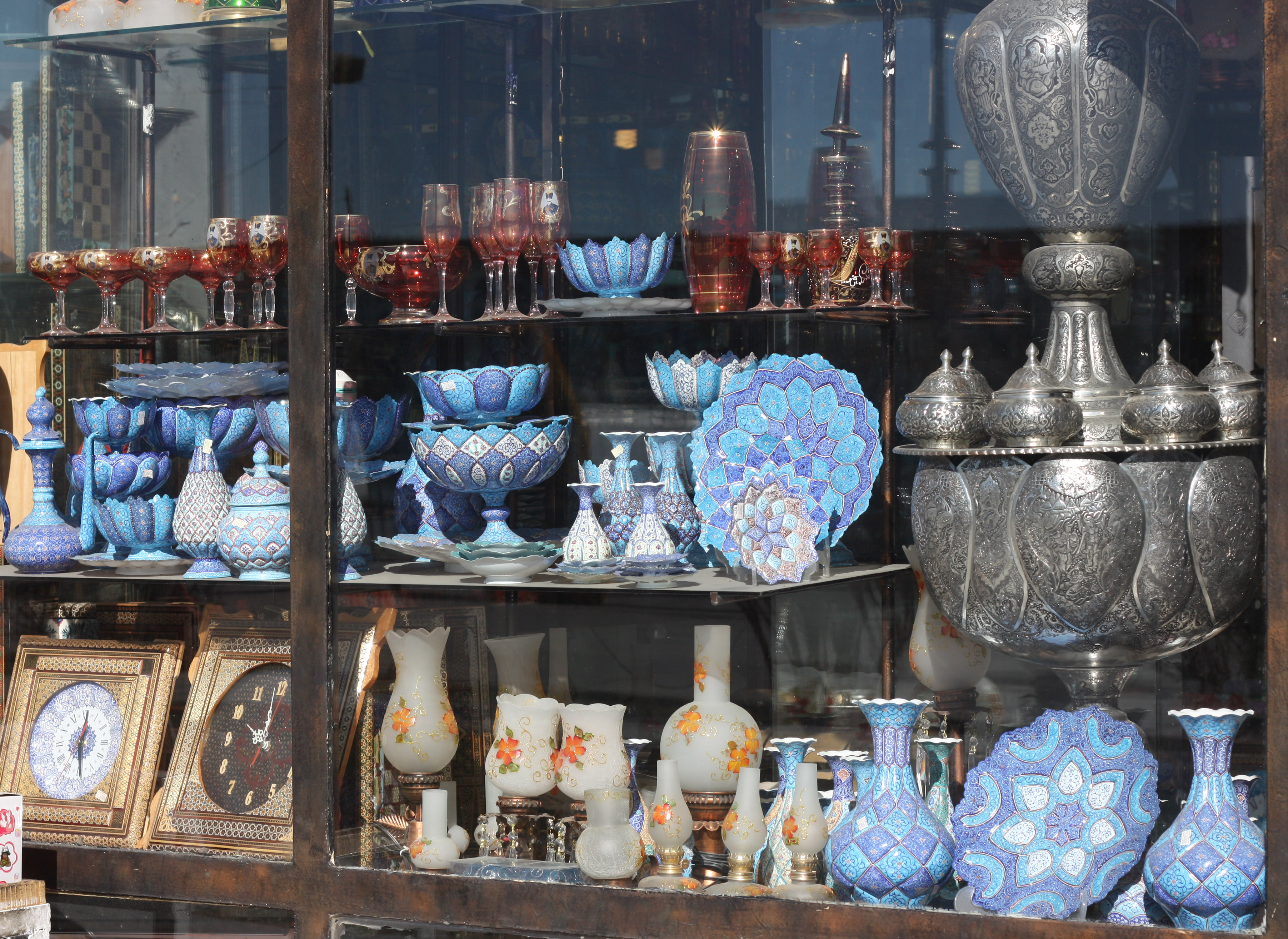
Una botiga d'artesania al basar, 2012

### El Basar Imperial

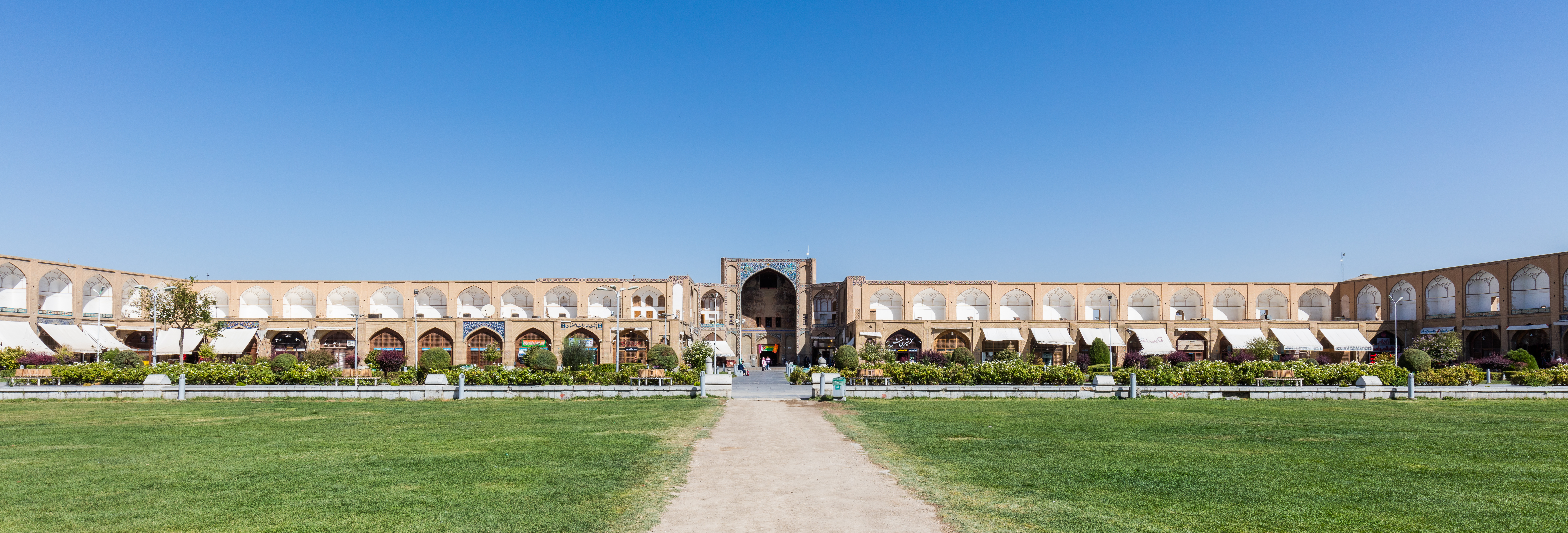
Entrada del basar (porta de Qeysarriyeh), 2016

El Gran Basar d'Isfahan és un mercat històric i un dels basars més antics i grans de l’Orient Mitjà. Tot i que l'estructura actual data de l'època safàvida, algunes parts tenen més de mil anys, que daten de l’època seljúcida. És un carrer amb volta de dos quilòmetres que uneix la ciutat vella amb la nova.